# Белл гукс
Глорія Джин Воткінс (англ. Gloria Jean Watkins; 25 вересня 1952 — 15 грудня 2021), більш відома під псевдонімом белл гукс, — американська письменниця, професорка, феміністка та громадська активістка. Псевдо «bell hooks» запозичила від прабабусі по материнській лінії Белл Блер Гукс.
У центрі уваги гукс була інтерсекційність (переплетіння) раси, капіталізму та гендеру, і те, що вона описує як їхню здатність виробляти та увічнювати системи утиску та класового панування. Опублікувала понад 30 книг та численні наукові статті, знялася у документальних фільмах та брала участь у публічних лекціях. Зверталася до раси, класу та статі в освіті, мистецтві, історії, сексуальності, ЗМІ та фемінізмі. У 2014 році заснувала Інститут Белл Гукс при коледжі Береа в місті Берія, штат Кентуккі.

## Біографія
Глорія Джин Воткінс народилася в 1952 році в Гопкінсвіллі, невеликому сегрегованому містечку в Кентуккі, в родині афроамериканців з робітничого класу однією з шести дітей Рози Белл Воткінс (до шлюбу Олдхем) і Веодіса Воткінса. Батько працював двірником, а мати покоївкою в будинках білих сімей. Захоплена читанням, Воткінс здобувала освіту в сегрегованих державних школах, пізніше написавши, що саме тут пережила освіту як практику свободи. Вона описує великі негаразди, з якими зіткнулася під час переходу до расово-інтегрованої школи, де вчителі та учні були переважно білими. Закінчила середню школу Гопкінсвілля, а 1973 році здобула бакалаврський ступінь з англійської мови у Стенфордському університеті, закінчила магістратуру з англійської — у Університеті Вісконсіна — Медісон у 1976 р.
У 1983 році, після кількох років викладання та письменництва, здобула докторський ступінь з літератури в Каліфорнійському університеті Санта-Крус із дисертацією на тему американської феміністської авторки Тоні Моррісон.

## Кар'єра
Викладацьку діяльність почала в 1976 році як професор англійської мови та старша викладачка кафедри етнічних досліджень Університету Південної Каліфорнії. Після трьох років роботи видавництво з Лос-Анджелеса «Големікс» випустило її перший твір — книгу віршів «Там ми плакали» (1978) під псевдонімом «белл гукс». Воткінс прийняла ім'я своєї прабабусі по матері як псевдонім, тому що її прабабуся «була відома своїм спритним і сміливим язиком, яким [вона] дуже захоплювалася». Написала ім'я з малої літери, «щоб відрізнитись від своєї прабабусі». гукс сказала, що нетрадиційний нижній регістр її імені означає, що найважливіше — це її твори: «сутність книг, а не хто я».
На початку 1980-х і 1990-х викладала у кількох вищих навчальних закладах, включаючи Каліфорнійський університет Санта-Крус, Університет штату Сан-Франциско, Єльський університет, Оберлінський коледж та Міський коледж Нью-Йорка.

### Хіба я не жінка?: Чорні жінки та фемінізм (1981)
У 1981 році South End Press опублікувала першу велику працю белл гукс «Хіба я не жінка?: Чорні жінки та фемінізм», написану роками раніше, в часи бакалаврату. За десятиліття з моменту публікації Хіба я не жінка? отримала широке визнання як впливовий внесок у феміністичну думку.
«Хіба я не жінка?» досліджує декілька основних тем: історичний вплив сексизму та расизму на чорношкірих жінок, девальвацію чорношкірих жінок, роль та зображення у ЗМІ, систему освіти, ідею панування білого капіталістичного патріархату, маргіналізацію чорношкірих жінок та ігнорування питань раси та класу у фемінізмі. З моменту публікації «Хіба я не жінка» белл гукс стала видатною лівою та постмодерністською політичною мислителькою та культурною критикинею. Вона націлена на широку аудиторію та звертається до неї, представляючи свою роботу в різних ЗМІ. Окрім написання книг, друкувалась у численних наукових та популярних журналах, читала лекції у громадських місцях та з'являлася у різних документальних фільмах.

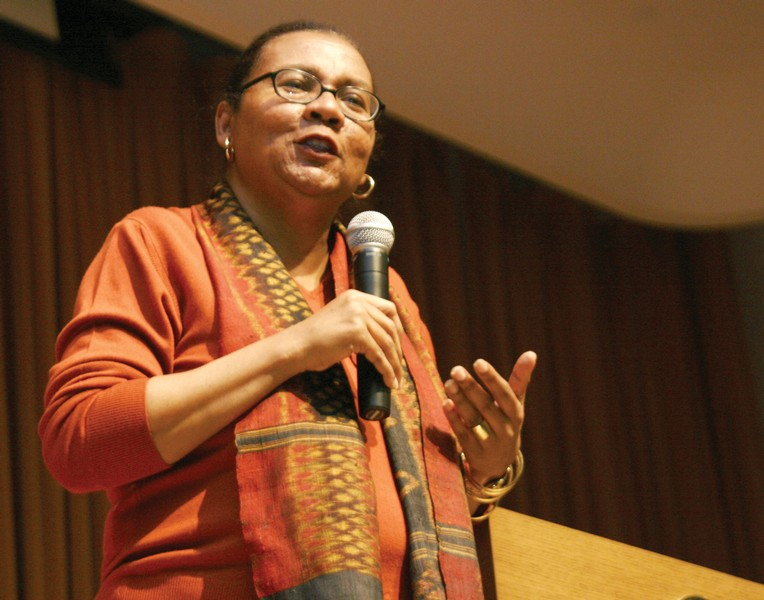
белл гукс в 2009 році

белл гукс опублікувала понад 30 книг на різні теми. Найпоширенішою темою її останніх творів є спільнота та спілкування, здатність громад подолати нерівність між расою, класом та статтю. У трьох книгах та чотирьох дитячих книгах вона припускає, що спілкування та грамотність (здатність читати, писати та критично мислити) мають вирішальне значення для розвитку здорових спільнот та стосунків, не затьмарених класовою чи статевою нерівністю.
Вона обіймала посади професора афро-американських досліджень та англійської мови в Єльському університеті, доцентки кафедри жіночих досліджень та американської літератури в Оберлінському коледжі в Оберліні, штат Огайо, а також заслуженої викладачки англійської літератури в Міському коледжі Нью-Йорка.

### Феміністична теорія: від краю до центру (1984)
Помітивши відсутність різноманітних голосів у феміністичній теорії, гукс опублікувала Феміністичну теорію: від краю до центру у 1984 році. У цій книзі вона стверджує, що ці голоси були маргіналізованими: «Бути маргіналом — це бути частиною цілого, але поза основним тілом». Вона стверджує, що якщо фемінізм прагне зробити жінок рівними з чоловіками, це неможливо, тому що в західному суспільстві не всі чоловіки рівні. Вона стверджує: «Жінки в нижчих класах та бідних групах, особливо ті, що не є білими, не визначили б рух звільнення жінок як жінок, які досягли соціальної рівності з чоловіками, оскільки їм у повсякденному житті постійно нагадують, що всі жінки не мають однаковий соціальний статус».
гукс використовувала цю роботу як платформу, щоб запропонувати нову, більш інклюзивну феміністичну теорію. Її теорія заохочувала давню ідею сестринства, але виступала за те, щоб жінки визнавали свої відмінності, одночасно приймаючи одне одного. Вона закликала феміністок розглянути ставлення гендеру до раси, класу та статі — концепції, яка стала відома як інтерсекційність. гукс також доводить важливість участі чоловіків у русі за рівність, стверджуючи, що для того, щоб зміни відбулися, чоловіки повинні виконати свою роль. Вона також закликає до перебудови культурної структури влади, яка не вважає необхідним утиск інших.

### Навчання переходу: освіта як практика свободи (1994)
У книзі 1994 р. «Навчання переходу: освіта як практика свободи» (Teaching to Transgress: Education as the Practice of Freedom) гукс пише про трансгресивний підхід у освіті, де педагоги(ні) можуть навчити учнів «переступати» расові, статеві та класові кордони, щоб досягти дару свободи. Вона описує це як «спосіб навчання, якому може навчитися кожен». гукс поєднує практичні знання та особистий досвід у школі з феміністичним мисленням та критичною педагогікою. гукс досліджує школу як джерело обмежень, але й потенційне джерело звільнення. Вона стверджує, що використання вчителями контролю та влади над студентами притуплює ентузіазм учнів і вчить підкорятися авторитетам. Вона виступає за те, щоб університети заохочували студентів та викладачів до переступати кордони, і шукає шляхи використання співпраці, щоб зробити навчання більш розслаблюючим та захоплюючим. Вона описує викладання як перформативний акт, а вчителів — як каталізаторів, які запрошують усіх стати більш активними та активними. Перформативний аспект навчання «пропонує простір для змін, винаходів, спонтанних зрушень, які можуть служити каталізатором для витягування унікальних елементів у кожному класі». гукс також присвятила Пауло Фрейре розділ книги, написаний у формі ігрового діалогу між нею, Глорією Воткінс та її письменницьким голосом белл гукс. В останньому розділі книги гукс підняла критичне питання еросу чи еротики в шкільному середовищі. За словами гукс, еросу та еротиці не потрібно заперечувати. Вона стверджує, що одним з центральних принципів феміністичної педагогіки було подолання дуалізму розум-тіло і дозволити собі як вчительці бути цілою у класі, і, як наслідок, в душі.

## Особисте життя
Щодо своєї сексуальної ідентичності, Гукс описувала себе як «квір-па-гей» (англ. queer-pas-gay).

## Доробок

### Фільмографія
- Black Is… Black Ain't (1994)
- Give a Damn Again (1995)
- Cultural Criticism and Transformation (1997)
- My Feminism (1997)
- Voices of Power (1999)
- BaadAsssss Cinema (2002)
- I Am a Man: Black Masculinity in America (2004)
- Writing About a Revolution: A Talk (2004)
- Happy to Be Nappy and Other Stories of Me (2004)
- Is Feminism Dead? (2004)
- Fierce Light: When Spirit Meets Action (2008)
- Occupy Love (2012)
- Hillbilly (2019)

### Книги
- And there we wept: poems. 1978. OCLC 6230231.
- hooks, bell (1981). Ain't I a Woman?: Black women and feminism. ISBN 978-0-89608-129-1.
- hooks, bell (1984). Feminist Theory: From Margin to Center. ISBN 978-0-89608-613-5.

- hooks, bell (1989). Talking Back: Thinking feminist, thinking Black. ISBN 978-0-921284-09-3.
- hooks, bell (1990). Yearning: race, gender, and cultural politics. ISBN 978-1-1-38821-75-0.
- With Cornel West, hooks, bell; West, Cornel (1991). Breaking bread: insurgent Black intellectual life. ISBN 978-0-89608-414-8.Breaking bread: insurgent Black intellectual life. ISBN 978-0-89608-414-8.
- Black Looks: Race and representation. 1992. ISBN 978-0-89608-434-6.
- hooks, bell (1993). Sisters of the yam: Black women and self-recovery. ISBN 978-1138821682.
- Teaching to transgress: education as the practice of freedom. 1994. ISBN 978-0-415-90808-5.
- hooks, bell (1994). Outlaw culture: resisting representations. ISBN 978-0-415-90811-5.
- hooks, bell (1995). Killing rage: ending racism. ISBN 978-0-8050-5027-1.
- hooks, bell (1995). Art on my mind: visual politics. ISBN 978-1-56584-263-2.
- Reel to real: race, sex, and class at the movies. 1996. ISBN 978-0-415-91824-4.
- hooks, bell (1996). Bone Black: Memories of Girlhood. ISBN 978-0-8050-4146-0.
- hooks, bell (1997). Wounds of passion: a writing life. ISBN 978-0-8050-5722-5.
- hooks, bell (1999). Remembered rapture: the writer at work. ISBN 978-0-8050-5910-6.
- hooks, bell (2000). Justice: childhood love lessons. ISBN 978-0-688-16844-5.
- hooks, bell (2000). All About Love: New Visions. ISBN 978-0-06-095947-0.
- Feminism is for everybody: passionate politics. 2000. ISBN 978-0-89608-628-9.
- hooks, bell (2000). Where we stand: class matters (PDF). ISBN 978-0-415-92913-4. Архів оригіналу (PDF) за 14 липня 2021. Процитовано 31 серпня 2021.
- hooks, bell (2001). Salvation: Black people and love. ISBN 978-0-06-095949-4.
- hooks, bell (2002). Communion: the female search for love. ISBN 978-0-06-093829-1.
- Teaching community: a pedagogy of hope. New York: Routledge. 2003. ISBN 978-0-415-96818-8.
- Rock my soul: Black people and self-esteem. New York: Atria Books. 2003. ISBN 978-0-7434-5605-0.
- The will to change: men, masculinity, and love. New York: Atria Books. 2004. ISBN 978-0-7434-5607-4.
- Space. 2004.[37]
- We Real Cool: Black Men and Masculinity. New York: Routledge. 2004. ISBN 978-0-203-64220-7.
- Soul sister: women, friendship, and fulfillment. Cambridge, Massachusetts: South End Press. 2005. ISBN 978-0-89608-735-4.
- Witness. 2006.[37]
- With Amalia Mesa-Bains, Homegrown: engaged cultural criticism. Cambridge, Massachusetts: South End Press. 2006. ISBN 978-0-89608-759-0. Cambridge, Massachusetts: South End Press. 2006. ISBN 978-0-89608-759-0.
- Belonging: a culture of place. New York: Routledge. 2009. ISBN 978-0-203-88801-8.
- Teaching critical thinking: practical wisdom. New York: Routledge. 2010. ISBN 978-0-415-96820-1.
- Appalachian elegy: poetry and place. Kentucky Voices Series. Lexington: University Press of Kentucky. 2012. ISBN 978-0-8131-3669-1.
- Writing beyond race: living theory and practice. New York: Routledge. 2013. ISBN 978-0-415-53914-2.

### Дитячі книги
- Happy to be nappy. 1999. ISBN 978-0-7868-2377-2.
- Homemade Love. New York: Hyperion Books for Children. 2002. ISBN 9780786825530.
- Be boy buzz. New York: Hyperion Books for Children. 2002. ISBN 9780786816439.
- Skin again. New York: Hyperion Books for Children. 2004. ISBN 9780786808250.
- Grump groan growl. New York: Hyperion Books for Children. 2008. ISBN 9780786808168.

### Розділи книг
- hooks, bell (1993), Black women and feminism, у Richardson (ред.), Feminist frontiers III, New York: McGraw-Hill, с. 444–449, ISBN 9780075570011.
- hooks, bell (1996), Continued devaluation of Black womanhood, у Jackson (ред.), Feminism and sexuality: a reader, New York: Columbia University Press, с. 216—223, ISBN 9780231107082.
- hooks, bell (1997), Sisterhood: political solidarity between women, у McClintock (ред.), Dangerous liaisons: gender, nation, and postcolonial perspectives, Minnesota, Minneapolis: University of Minnesota Press, с. 396–414, ISBN 9780816626496.
- hooks, bell (2004), Selling hot pussy: representations of Black female sexuality in the cultural marketplace, у Richardson (ред.), Feminist frontiers (вид. 5th), Boston: McGraw-Hill, с. 119—127, ISBN 9780072824230. Pdf.
- hooks, bell (2005), Black women: shaping feminist theory, у Cudd (ред.), Feminist theory: a philosophical anthology, Oxford, UK; Malden, Massachusetts: Blackwell Publishing, с. 60—68, ISBN 9781405116619.

### Переклади українською
- Спільність любові [Архівовано 14 лютого 2022 у Wayback Machine.] // Спільне, 14.02.2022